# Xysticus minor
Xysticus minor là một loài nhện trong họ Thomisidae.
Loài này thuộc chi Xysticus. Xysticus minor được miêu tả năm 1946 bởi Charitonov.